# Pain (canción de Of Mice & Men)
«Pain» es el primer sencillo de la banda estadounidense de metalcore Of Mice & Men en su cuarto álbum Cold World. Fue publicado el 27 de junio de 2016.

## Videoclip
El video oficial de la canción, que fue publicado junto con el individuo, fue dirigida por Mark Lediard.